# 104
.
104 је била преступна година.

## Догађаји
- Плиније Млађи наставља као члан Колегија аугура (103–104).
- Најмеген је преименован у Улпиа Новиомагус Батаворум.
- У Риму избија велики пожар
- Трајан даје налог да се мост Алкантара, који је саградио архитекта Лејсер, изгради преко реке Тејо у Алкантари (Хиспанија).
- Аполодор из Дамаска гради камени мост преко Дунава дужине више од 1.000 метара, скоро 20 метара висине и 15 метара ширине. Мост повезује данашњу Србију са Румунијом (у то време познатом као Дакија).